# Salon de l'art français indépendant
Le salon de l'art français indépendant est créé en 1928 par le graveur Émile Laboureur et le peintre Victor Dupont, à la suite d'une scission avec le salon des Artistes indépendants. Il cherche à « restituer le cadre et l'esprit des Indépendants d'avant-guerre » et les artistes y présentent leurs œuvres de manière alphabétique et en toute égalité de traitement.
La première exposition a lieu du 8 février au 10 mars 1929, au Palais des Expositions, au 148 rue de l'Université à Paris.
La deuxième exposition a lieu du 29 avril au 10 juin 1930, « dans des baraquements édifiés pour elle au 237 boulevard Raspail », à Paris. Le peintre Marcel Chabas s'occupe des demandes des artistes pour exposer leurs œuvres.  
La dernière exposition a lieu du 25 avril au 31 mai 1931, au 83 rue La Boétie à Paris.
Parmi les peintres participants, on relève notablement les noms d'Yves Alix, Roger Bissière, René Demeurisse, Adrienne Jouclard, Per Krogh, Amédée de La Patellière, André Lhote, Madeleine Luka, Mela Muter, Maurice Georges Poncelet, Jules Zingg. 
Après trois expositions annuelles, ce salon est dissout et devient le salon de l'Œuvre Unique, qui se poursuit rue La Boétie.